# Rough
«Rough» — третій сольний студійний альбом американської співачки Тіни Тернер, випущений у вересні 1978 року лейблом «United Artists».

## Список композицій
| Перша сторона | Перша сторона                  | Перша сторона                     | Перша сторона |
| #             | Назва                          | Автор                             | Тривалість    |
| ------------- | ------------------------------ | --------------------------------- | ------------- |
| 1.            | «Fruits of the Night»          | Піт Беллотт Едо Занкі Вілко Занкі | 4:05          |
| 2.            | «The Bitch Is Back»            | Елтон Джон Берні Топін            | 3:30          |
| 3.            | «The Woman I'm Supposed to Be» | Кліфф Вейд                        | 3:10          |
| 4.            | «Viva La Money»                | Аллен Туссен                      | 3:14          |
| 5.            | «Funny How Time Slips Away»    | Віллі Нельсон                     | 4:08          |
| 6.            | «Earthquake & Hurricane»       | Віллі Діксон                      | 2:30          |

| Друга сторона | Друга сторона                             | Друга сторона          | Друга сторона |
| #             | Назва                                     | Автор                  | Тривалість    |
| ------------- | ----------------------------------------- | ---------------------- | ------------- |
| 7.            | «Root, Toot Undisputable Rock 'n' Roller» | Гарі Джексон           | 4:29          |
| 8.            | «Fire Down Below»                         | Боб Сегер              | 3:13          |
| 9.            | «Sometimes When We Touch»                 | Ден Гілл               | 3:54          |
| 10.           | «A Woman in a Man's World»                | Гел Девід Арчі Джордан | 2:41          |
| 11.           | «Night Time Is the Right Time»            | Лерой Карр             | 6:21          |

## Чарти
| Чарт (2024)                        | Позиція |
| ---------------------------------- | ------- |
| Hungarian Physical Albums (MAHASZ) | 33      |